# Кадваладр (суб-король Мейрионита)
Кадва́ладр (валл. Cadwaladr; около 460 — около 500) — правитель Мейрионита (около 480 — около 500), суб-королевства, подчиненного Королевству Гвинед.

## Биография
Кадваладр был старшим сыном короля Мейрхиона.
Кадваладр, возможно, был современником легендарного короля Артура. Август Хант предложил теорию, отождествляющую Кадвалларда и Артура. Своё мнение он основал на сходстве значения имени Кадваладр — «Предводитель войска» — и прозвища Артура у Ненния — «Военачальник» (лат. Dux Bellorum).
После смерти Кадваладра суб-королём Мейрионита стал его сын Гурин.